# Ålmal
Ålmal (Clarias batrachus) är en fiskart som först beskrevs av Carl von Linné 1758.  Ålmal ingår i släktet Clarias och familjen Clariidae. Inga underarter finns listade i Catalogue of Life.
Denna fisk förekommer på Java och på mindre öar i närheten. Andra populationer i Sydostasien flyttades till Clarias magur. Arten förekommer i vattendrag, insjöar, dammar och diken i låglandet. Individerna kan röra sig på land under korta tider.
Ålmal fiskas som matfisk. Den introducerade afrikanska vandrarmal utgör en konkurrent. Hela populationen antas vara stabil. IUCN kategoriserar arten globalt som livskraftig.

## Bildgalleri

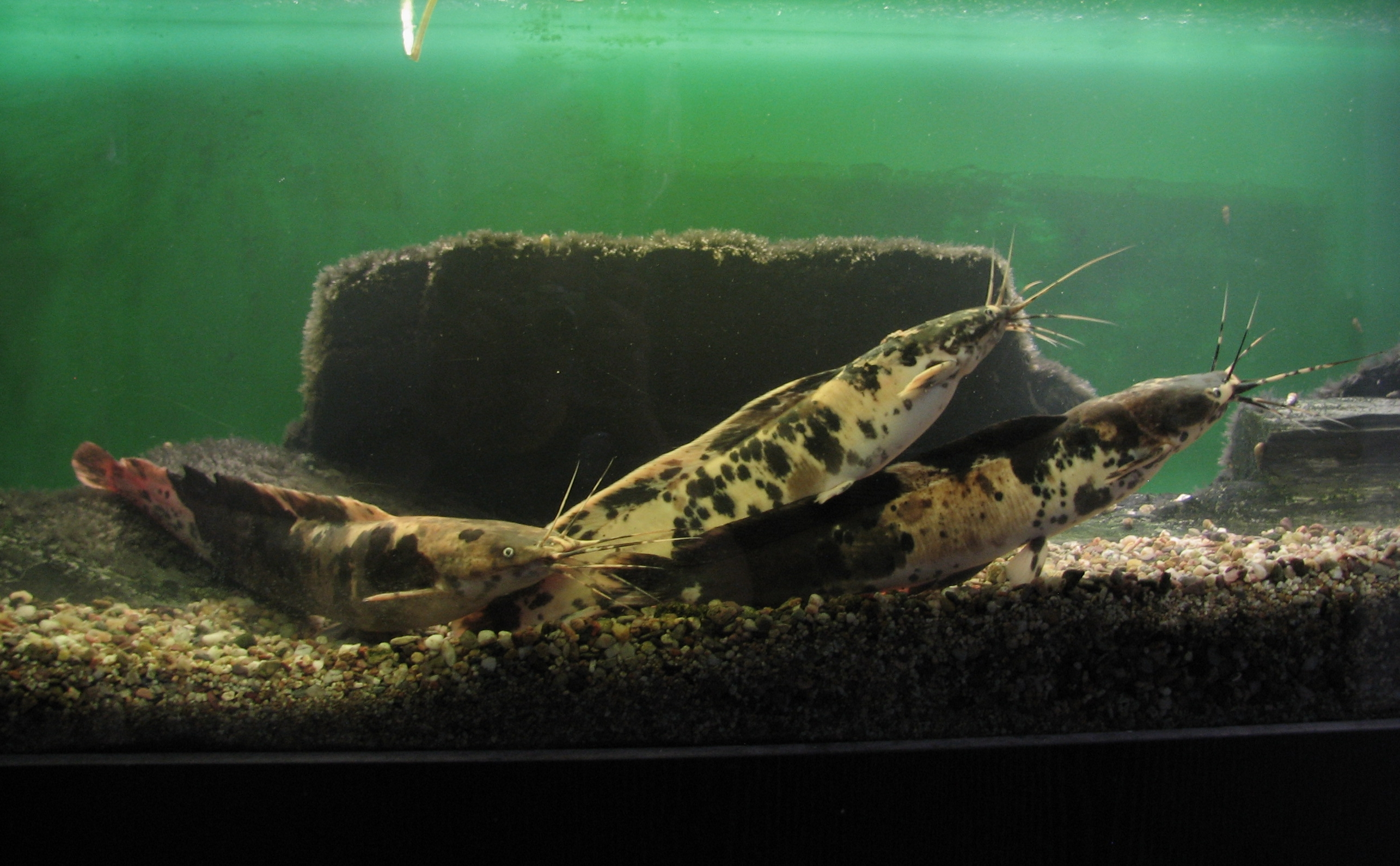
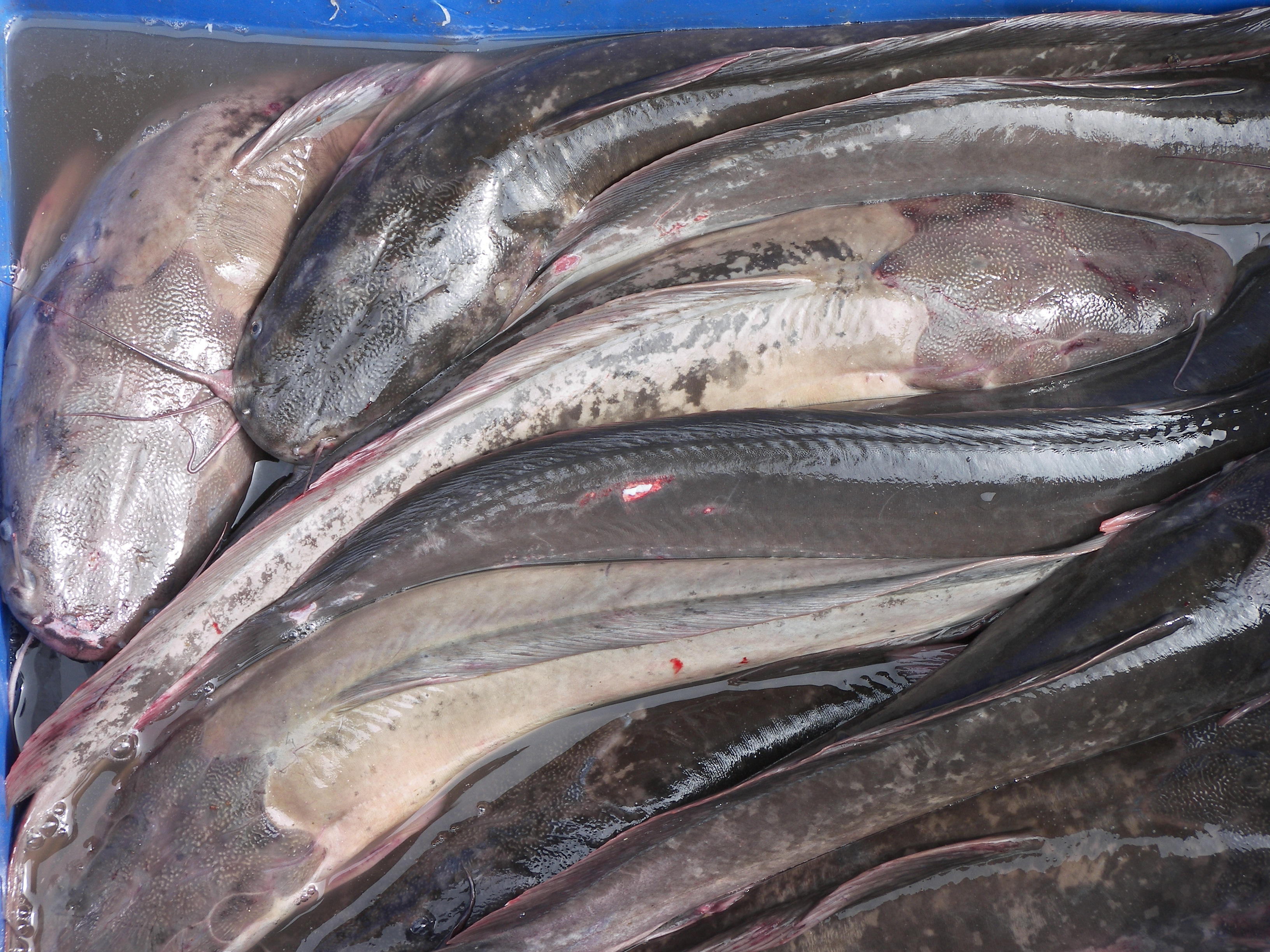
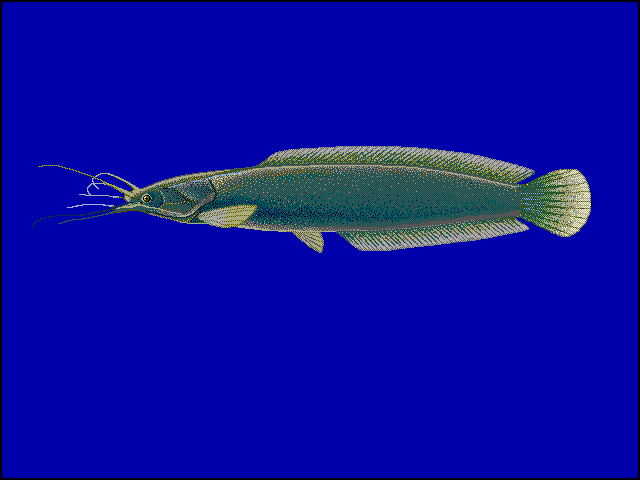